# Ерік Меєр
Ерік А. Меєр (англ. Eric A. Meyer) — американський консультант з вебдизайну та автор книжок. Найбільш відомий своєю адвокаційною роботою щодо вебстандартів, зокрема каскадних таблиць стилів (CSS) — методу управління тим, як показується HTML. Меєр написав низку книжок і статей про CSS та провів безліч презентацій, пропагуючи його використання.

## Особисте життя
Меєр народився у сім'ї Артура та Керол Меєр. Зараз у нього є мачуха, Кеті.
У 1992 році Меєр закінчив Case Western Reserve University (CWRU), отримавши ступінь бакалавра історії, де вивчав також штучний інтелект, астрономію та англійську мову.
Одружений з Кетрін Меєр (уроджена Фрадкін) і має двох дітей — Каролін та Джошуа. У 2014 році його дочка Ребекка Елісон померла від пухлини мозку у шестирічному віці. У пам'ять про неї назвали і додали до списку CSS Colors шістнадцятковий колір #663399      — «rebeccapurple».

## Кар'єра
З 1992 по 2000 рік Меєр працював менеджером систем гіпермедіа у CWRU. У 1998 році з допомогою інших волонтерів він розробив найвідоміший набір тестів CSS1, що дозволило інженерам CSS тестувати своє програмне забезпечення та вирішувати проблеми його візуалізації. Того ж року Меєр приєднався до Web Standards Project і став співзасновником CSS Samurai, офіційно відомого як Комітет дій CSS, — адвокаційної групи, яка працювала з постачальниками браузерів над покращення підтримки CSS у їхніх продуктах.
Оглядач з 1997 року, автор книжок і частий спікер на конференціях з CSS з 2000 року, Меєр здобув статус знаменитості в галузі вебдизайну.
У 2001 році він приєднався до Netscape як менеджер інтернет-застосунків і залишався в компанії до 2003 року.
Працював також консультантом у Complex Spiral Consulting і є членом-засновником Global Multimedia Protocols Group.
28 липня 2005 року Ерік Меєр передав у суспільне надбання формат файлів і програмне забезпечення S5.
У 2008 році Меєр підтримав пропозицію Microsoft для Internet Explorer 8, пов'язану з режимами зворотної сумісності для візуалізації недійсного HTML та іншої розмітки.